# Fiat 1200
Fiat 1200 — автомобиль компании Fiat, выпускавшийся с 1957 по 1960 год.

## История
Автомобиль был представлен на Туринском автосалоне в ноябре 1957. Даже спустя много лет автомобиль весьма ценится коллекционерами за свой внешний вид.
Модель 1200 или Granluce Fiat 1200 была разработана на замену Fiat 1100—103 TV. Она оснащалась новым двигателем, объемом 1221 см³., мощностью 55 л. с. Версия седан была основана на модели Fiat 1100 и внешне её напоминала.
Также существовала и версия-кабриолет — «Trasformabile», основанная, в свою очередь на модели Fiat 1100—103 Trasformabile.
В 1959 году, на замену 1200 Trasformabile пришла модель Cabriolet 1200 Pininfarina, а в сентябре 1961 на замену модели 1200 Granluce пришел Fiat 1300.
Всего было произведено около 400 000 автомобилей.